# Adrian Mazilu
Adrian Mazilu (n. 13 septembrie 2005, Constanța, România) este un fotbalist român, care joacă la Vitesse în Eerste Divisie, împrumutat de la Brighton & Hove Albion FC. Pe plan internațional, are prezențe la națională pentru România Sub-17, România Sub-19 și România Sub-21.